# 2007年の映画/7月
- 7日
  - アドレナリン（ アメリカ合衆国）
  - 封印殺人映画（ アメリカ合衆国/ドキュメンタリー）
  - 街のあかり（ フィンランド）
  - スクリーミング・マスターピース（ アイスランド）
  - 傷だらけの男たち（ 香港）
  - 腑抜けども、悲しみの愛を見せろ（ 日本）
  - こわい童謡 表の章（ 日本）
  - ドルフィンブルー フジ、もういちど宙へ（ 日本）
  - 屋根裏の散歩者（ 日本）
  - Genius Party＜ジーニアス・パーティ＞（ 日本/アニメ）
- 8日
  - 艶恋師（ 日本）
- 14日
  - ファウンテン 永遠につづく愛（ アメリカ合衆国）
  - レッスン!（ アメリカ合衆国）
  - 童貞ペンギン（ アメリカ合衆国）
  - ルネッサンス（ フランス・ イギリス・ ルクセンブルク/アニメ）
  - 魔笛（ イギリス）
  - イタリア的、恋愛マニュアル（ イタリア）
  - 私たちの幸せな時間（ 韓国）
  - 西遊記（ 日本）
  - ラザロ -LAZARUS-（ 日本）
  - 劇場版ポケットモンスター ダイヤモンド&パール ディアルガVSパルキアVSダークライ（ 日本/アニメ）
  - それいけ!アンパンマン シャボン玉のプルン（ 日本/アニメ）
  - プライド in ブルー（ 日本/ドキュメンタリー）
- 20日
  - ハリー・ポッターと不死鳥の騎士団（ アメリカ合衆国・ イギリス）
- 21日
  - インランド・エンパイア（ アメリカ合衆国）
  - フリーダム・ライターズ（ アメリカ合衆国）
  - ゴースト・ハウス（ アメリカ合衆国）
  - マラノーチェ（ アメリカ合衆国）
  - ブラインドサイト〜小さな登山者たち〜（ イギリス/ドキュメンタリー）
  - アズールとアスマール（ フランス/アニメ）
  - 幸せの絆（ 中国）
  - クレイジー･ストーン ～翡翠狂騒曲～（ 中国）
  - デス・オブ・ア・ダイナスティ/HIP HOPは死なないぜ!（ 日本）
  - TOKKO -特攻-（ 日本）
  - 馬頭琴夜想曲（ 日本）
  - 県警強行殺人班 鬼哭の戦場（ 日本）
  - ピアノの森（ 日本/アニメ）
- 28日
  - リトル・チルドレン（ アメリカ合衆国）
  - レミーのおいしいレストラン（ アメリカ合衆国/アニメ）
  - オープン・ウォーター2（ ドイツ）
  - フロストバイト（ スウェーデン）
  - モン族の少女 パオの物語（ ベトナム）
  - 夕凪の街 桜の国（ 日本）
  - こわい童謡 裏の章（ 日本）
  - 天然コケッコー（ 日本）
  - 河童のクゥと夏休み（ 日本）
  - えんどうの花（ 日本）
  - 陸に上がった軍艦（ 日本）
  - ヒロシマナガサキ（ 日本/ドキュメンタリー）
  - belief（ 日本/ドキュメンタリー）